# Dömsöd
Dömsöd é uma vila da Hungria, situada no condado de Peste. Tem 72,42 km² de área e sua população em 2019 foi estimada em 5.694 habitantes.